# Tata Magic Iris
Le Tata Magic Iris est un véhicule utilitaire léger produit par Tata Motors depuis 2010. Il est conçu comme une alternative plus sûre et plus confortable aux traditionnels auto-rickshaws, avec une carrosserie fermée en acier et un espace pour 3 à 5 passagers.
Il est équipé d’un moteur monocylindre diesel de 611 cm³ développant une puissance d’environ 11 chevaux et un couple de 31 Nm, ce qui lui permet d’atteindre une vitesse maximale d’environ 55 km/h. Le véhicule est principalement destiné au marché indien et fabriqué notamment dans l’usine de Pantnagar, dans l'État de l'Uttarakhand.

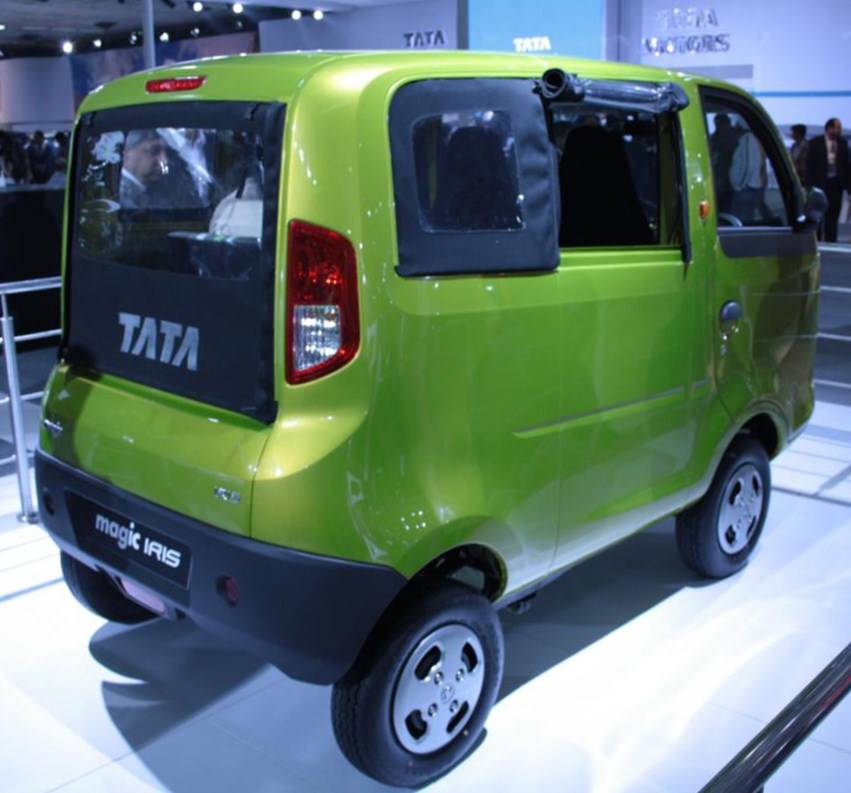
Arrière du Magic Iris